# Melchor Jufré del Águila
Melchor Jufré del Águila, escrito también Xufré del Águila  (Madrid, 28 de noviembre de 1568 – Santiago de Chile, 12 de enero de 1637), fue un escritor y cronista castellano, además de militar, funcionario colonial del Imperio Español, estanciero y encomendero de trabajo forzado indígena, quien pasó por el Virreinato del Perú y se instaló en la Capitanía General de Chile.  
Fue autor de una crónica en verso titulada Compendio historial del descubrimiento, conquista y guerra del Reyno de Chile (1630), sobre la Conquista de Chile y la Guerra de Arauco. También han sobrevivido otros dos escritos suyo sobre temas teóricos o generales, que fueron impresos en 1630 en Lima, formando un único volumen junto a su crónica: Avisos prudenciales en las materias de govierno y guerra y De lo que catolicamente, se deve sentir de la Astrologia Iudiciaria (1630),  Existen noticias de que habría escrito también otros tres textos: De las cosas admirables del Perú, Historia general de la conquista y guerra del Reino de Chile y uno titulado Cotejo racional del que no hay mayores luces acerque de qué tema trataba.Sus textos, en cuanto a calidad literaria e interés, han sido valorados negativamente por estudiosos posteriores como Marcelino Menéndez Pelayo, Luis Montt y Diego Barros Arana. Menéndez Pelayo coincidió con Pascual de Gayangos y Enrique de Vedia en calificar la obra de Jufré como poesía macarrónica (véase: Recepción de su obra). 
El testimonio más antiguo de la vocación de escritor de Jufré del Águila es un memorial suyo enviado al rey Felipe III en 1614, en el que, además de criticar la política de guerra defensiva contra los mapuches, solicitó ser nombrado oficialmente cronista de Chile. Pese a que en el memorial criticaba, como argumento para recibir el puesto, que la historia del país estuviera escrita toda en verso (refiriéndose a obras como La Araucana de Ercilla y Arauco domado de Oña), el texto más conocido de Jufré del Águila terminó siendo igualmente una crónica en versificada sobre Chile. Hasta donde se sabe, su solicitud nunca fue respondida por la corte, lo que no sería de extrañar si se considera que en el Imperio Español había sólo un puesto oficial como cronista mayor de Indias (entonces el prolífico Antonio de Herrera y Tordesillas) y no cargos de este tipo separados para cada colonia.

## Biografía
Miembro de la baja nobleza española nacido en Madrid, con acceso a cargos y rentas por sus contactos, posición social. Tenía relación de parentesco (fortalecida con un posterior matrimonio) con los Jufré que había logrado posiciones políticas, haciendas, encomiendas de trabajo forzado indígena e influencia durante las conquistas de Chile y Cuyo. Lo que se sabe de su vida es, principalmente, la habitual sucesión de cargos militares y coloniales que personas en posiciones como la de Jufré del Águila solían relataban en los memoriales, probanzas de méritos y, en su caso, en su propia obra literaria, con el fin de conseguir nuevos privilegios, designaciones y dar lustre a su propio nombre. En ese afán habría llegado a ser un tesorero de la Orden de Santiago.
A los dieciocho años, en septiembre de 1587, consiguió estando en España el puesto de "gentilhombre de lanza" del virrey del Perú, Andrés Hurtado de Mendoza; es decir una ubicación como cortesano de ese personero.En marzo de 1589 se embarcó en Cádiz rumbo a Tierra Firme (Panamá, Colombia) para pasar después a Lima, con dos criados y dos esclavos, por lo que contaba de entrada con contactos e ingresos superiores a la media de quienes iniciaban la carrera de indias. La navidad de ese año volvió a partir de El Callao a Chile, con una carta de permiso dada por el virrey que lo autorizaba también a volver a Lima cuando lo estimase. Tras desembarcar en Concepción tuvo alguna participación en la Guerra de Arauco. El gobernador de Chile Alonso de Sotomayor, urgido por las alternativas de la resistencia mapuche había pedido un refuerzo de 700 hombres, pero en cambio llegaron sólo 200, en su muchos casos contra su voluntad, entre los que estaba Jufré. Así se inició una corta campaña en la que se fundó el fuerte de San Ildefonso de Arauco, construcción en la que habría participado el posterior cronista (o sus sirvientes). Según la propia versión del autor, que reivindica su propia importancia en sus textos, se habría destacado en algunos combates, recibido heridas y se habría fracturado una pierna en sus diversas participaciones en la guerra.Un poema perdido en su mayor parte, la Araucana de Fernando Álvarez de Toledo, citado en la  Histórica relación del Reyno de Chile de Alonso de Ovalle nombra a un "Del Águila Jufré" dentro de un listado de españoles que embistieron contra una fortaleza mapuche: 

Del Aguila Jufre, que oy tal se muestra
con valorosa espada y feliz diestra.
Fernando Álvarez de Toledo

En su calidad de uno de los principales vecinos de Santiago, encomendero acaudalado y dueño de esclavos, se opuso al proyecto de "Guerra defensiva" propuesto por el jesuita Luis de Valdivia para emprender una "conquista espiritual" de los mapuches a través de misiones, ejerciendo un cabildeo epistolar en este tema a través de escritos enviados a la corte.
Jufré del Águila se instaló y desarrolló su vida principalmente en Santiago, lejos del teatro de la guerra. En 1590 se casó con la santiaguina Beatriz Galindo de Guzmán y Jufré, descendiente de Juan Jufré, un personaje notorio de la Conquista de Chile que había sido fundador de San Juan en Cuyo y que había tenido un hijo, Luis, que fundó a su vez la villa de San Luis en la misma región trasandina inmediata a Chile. Se sabe que esta esposa heredó al poco tiempos rentas de 500 ducados sobre ciertas carnicerías en Medina del Campo, España. En mayo de 1591 Jufré del Águila fue regidor del cabildo de Santiago. En 1593 era capitán de una compañía de soldados. En 1599 fue alcalde de Santiago. Entre 1600 y 1608 tuvo el puesto de mayordomo de la Archicofradía del Rosario. Sus cargos en Santiago siguieron como sigue: juez agrimensor (1602); corregidor y teniente militar (1605); alcalde por segunda vez(1612); benemérito del reino (1612); alcalde por tercera vez (1618); cabo y capítán de guerra por la aparición de piratas en las costas (1624),lo que coincide con la incursión en el Pacífico sudamericano de la expedición del nederlandés Jacques L'Hermite que no atacó Chile pero recaló en Juan Fernández y se dirigió a El Callao.
Fue estanciero, dueño de ganaderías y viñas en La Angostura (Aculeo), Fontiveros y Tiguiririca (Colchagua), además de administrador del pueblo de indios de Copequén, beneficiario de la encomienda que le otorgó el trabajo forzoso de los indígenas de Moquegua en sur de Perú (1612),y dueño de 16 esclavos.
Se casó en segundas nupcias con Mariana de la Vega Sarmiento (Concepción, 1608). Tuvo hijos con sus dos esposas, además de dos hijas fuera del matrimonio con Isabel Quijada, mujer nacida en Chile aproximadamente en 1580. Fue enterrado en la capilla de San José, "de su propiedad", en la iglesia de Santo Domingo de Santiago.

## Obra
Obras conservadas:Son tres escritos en verso, a manera diálogos entre dos soldados (Gustoquio, excapitán en Flandes, y Provecto, un alférez chileno), que fueron impresos juntos en un solo volumen en Lima por Francisco Gómez Pastrana, en 1630: 
- Compendio historial del descubrimiento, conquista, y Guerra del Reyno de Chile (1630)
- Avisos prudenciales en las materias de govierno y guerra (1630)
- De lo que catolicamente, se deve sentir de la Astrologia Iudiciaria (1630): Sobre este texto Barros Arana señala que:[6]

"En este discurso, en que el autor ha querido demostrar sus conocimientos filosóficos y astronómicos, se encuentran algunas referencias a sucesos históricos, y se cuenta con abundancia de detalles la sorpresa de Curalaba, que costó la vida al gobernador de Chile don Martín Óñez de Loyola".
Diego Barros Arana (1897)

Supuestas obras perdidas:
- De las cosas admirables del Perú,
- Historia general de la conquista y guerra del Reino de Chile
- Cotejo racional.

## Recepción de su obra

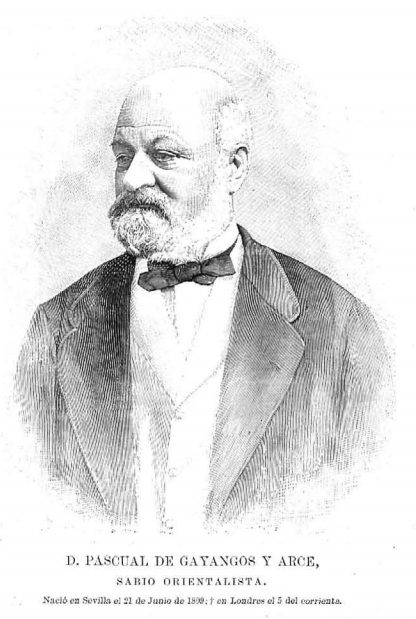
Pascual de Gayangos fue circunstancialmente dueño del único ejemplar conocido de la obra de Jufré del Águila, por lo su existencia fue reseñada en las notas y adiciones que hizo junto a Enrique de Vedia a la traducción de la Historia de la literatura española de George Ticknor a mediados del.

Pascual de Gayangos y Enrique de Vedia incluyeron la obra de Jufré del Águila en las notas y añadidos a su traducción de la Historia de la literatura española de George Ticknor, caracterizando el Compendio Historial como "poema macarrónico" sobre el llamado descubrimiento, la conquista española de Chile y la Guerra de Arauco, al que seguían dos discursos escritos en malos versos.
Sus tres escritos conservados, originalmente impresos juntos en Lima en 1630, en fueron reeditados en 1897 en Santiago de Chile por la Universidad de Chile, con estudios de introductorios de Luis Montt y Diego Barros Arana, a partir de la copia realizada por la legación diplomática chilena en Estados Unidos. Esta reedición fue motivada por considerarse estos escritos una fuente histórica y uno de los últimos emuladores de ''La Araucana'' de Alonso de Ercilla, al tiempo que sus editores vertieron valores despectivas sobre la calidad literaria de la obra de Jufré del Águila:

"A las batallas campales sucedieron las emboscadas, y la poesía sin hechos de legendaria grandeza que celebrar, bajó de tono y se entregó a referir consejas. Entonces escribió Melchor Jufré su relación histórica, y vertió su experiencia militar y de gobierno y su ciencia astrológica, en metros rastreros y desmayados(...).
Suerte ha sido para Melchor Jufré que su Compendio historial que, por el tiempo en que fue compuesto y por su escaso valor literario, es la postrera de nuestras crónicas rimadas, haya sido también la postrera en presentarse para ser reimpresa."
Luis Montt

Esta crítica negativa sobra la calidad del trabajo de Jufré de Águila es reiterada por Barros Arana:

"(El Compendio historial está) escrito en pobrísimos versos, que no admiten comparación ni aún con los pasajes menos cuidados de los otros poetas que escribieron poemas sobre los sucesos de Chile...".
Diego Barros Arana.

Menéndez Pelayo consideraba que el volumen de 1530 era "uno de los más raros libros del mundo, hasta el punto de no conocerse de él más que un solo ejemplar", al tiempo que, despreciando la propuesta literaria del autor, opinaba que lo más interesante del impreso es la inclusión en él de una carta de Luis Merlo de la Fuente, antiguo gobernador de Chile, en la que relata ya en la vejez los hechos de su tiempo. Menéndez Pelayo cierra la lista de émuladores de Ercilla refiriéndose a Jufré del Águila en los siguiéntes términos:

"Parecía imposible descender más, pero todavía hubo en la colonia otro poeta (Jufré del Águila), justamente calificado de macarrónico".
Marcelino Menéndez Pelayo (1911). Historia de la poesía hispanoamericana vol 2. Edición 1948, CSIC, p. 178.

## El ejemplar conocido

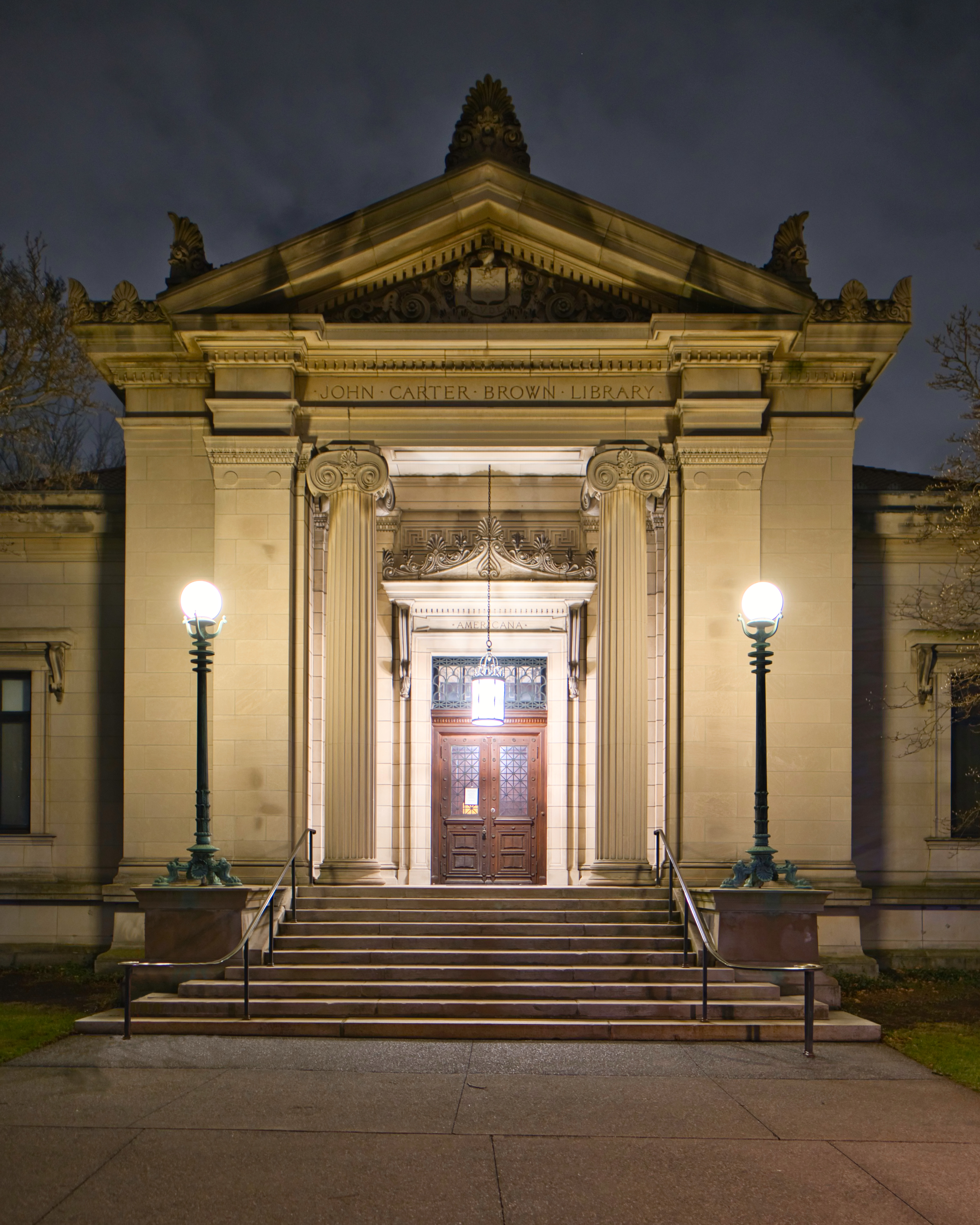
La Biblioteca John Carter Brown, en la Universidad de Brown, Providence, Rhode Island, donde se conserva el ejemplar conocido de la obra de Jufré del Águila.

Respecto de la rareza del libro, Barros Arana también habla de un único ejemplar, como después hizo Menéndez Pelayo. Este volumen en la versión del historiador chileno perteneció Pascual de Gayangos, lo que permitió que éste lo incluyera en las notas a la obra de Ticknor a mediados del siglo XIX, pero terminó siendo adquirido por el coleccionista estadounidense  John Carter Brown, hijo del magnate que fue el donante que instituyó la Universidad de Brown, en Providence, Rhode-Island. En palabras de Barros Arana, Carter Brown era alguien "que sin reparar en costos, reunía una preciosa colección de libros rarísimos" sobre todo sobre temas americanos con la asesoría del estudioso John Russell Bartlett. Esta colección pasó finalmente a la mencionada universidad, que creó con ella la Biblioteca John Carter Brown, también conocida como Americana, donde actualmente se conserva el ejemplar, que se encuentra digitalizado.